# Kulebaki
Kulebaki (en ruso: Кулебаки) es una ciudad del óblast de Nizhni Nóvgorod, en Rusia, centro administrativo del raión homónimo. Su población era de 36.316 habitantes en 2009.

## Geografía
Kulebaki está situada a 188 km al sudoeste de Nizhni Nóvgorod. 

## Historia
El pueblo de Kulebaki es mencionado por primera vez en 1719. Le fue concedido el estatus de ciudad en 1932. De 1954 a 1957, formó parte del efímero óblast de Arzamás.
La fábrica metalúrgica Kulebakski, fundada en 1866, producía originalmente material para el ferrocarril. Expandió la producción y actualmente fabrica también componentes para la industria aeroespacial.
Desde 1953, la base aérea de Savasleika se encuentra cerca del pueblo del mismo nombre, 10 km al oeste de Kulebaki.

## Demografía
| 1939   | 1959   | 1970   | 1979   | 1989   | 2002   | 2008   |
| ------ | ------ | ------ | ------ | ------ | ------ | ------ |
| 32 800 | 44 100 | 46 300 | 48 100 | 45 727 | 39 072 | 36 700 |

## Economía
El principal empleador de la ciudad es la empresa  OAO Kulebakski métallurguicheski zavod (ОАО "Кулебакский металлургический завод"). Produce piezas de titanio y ferroaleaciones.